# Mario Luigi Ciappi
Mario Luigi Ciappi (ur. 6 października 1909 we Florencji, zm. 22 kwietnia 1996 w Rzymie) – włoski duchowny katolicki, dominikanin, kardynał, biskup tytularny Miseno, teolog Domu Papieskiego. 
Po ukończeniu seminarium w Lukce i Arezzo wstąpił do dominikanów w Viterbo, święcenia kapłańskie otrzymał 26 marca 1932 roku. Studiował na Angelicum w Rzymie i na uniwersytetach w Leuven w Belgii oraz we Fryburgu w Szwajcarii, uzyskując doktorat z teologii. W 1955 roku objął urząd Magistra Świętego Pałacu Apostolskiego (obecnie jest to urząd Doktora Teologii Domu Papieskiego). Był konsultorem teologicznym trzech papieży: Piusa XII, Jana XXIII i Pawła VI. 10 czerwca 1977 mianowany biskupem tytularnym Misenum, kilkanaście dni później został włączony do Kolegium Kardynalskiego. Brał udział w obydwu konklawe w 1978 roku. Zmarł w Rzymie i został pochowany na cmentarzu Campo Verano. 

Źródło
- Wielka Encyklopedia Jana Pawła II, Edipresse Warszawa 2005, ISBN 83-7298-643-6